# Revolutions-Generationen
Als Revolutions-Generationen werden in der Geschichtsschreibung der Vereinigten Staaten diejenigen Generationen afrikanischstämmiger Sklaven bezeichnet, die in den USA bzw. in den Kolonien, aus denen das Staatsgebiet der USA hervorging, in der Zeit der Amerikanischen Unabhängigkeitsbewegung und des Unabhängigkeitskrieges in Erscheinung traten. Geprägt hat diesen Begriff der Historiker Ira Berlin.
Den Revolutions-Generationen gingen die Plantagen-Generationen voran. Ihnen folgten schließlich die Migrations-Generationen.

## Charakteristik
Es waren vor allem vier historische Ereignisse, die die Lebensbedingungen der afroamerikanischen Sklaven rund um die 1770er Jahre so sehr verändert haben, dass Berlin hier von einem Übergang der Plantagen-Generationen zu Revolutions-Generationen spricht:
Erstens das Great Awakening, eine für die amerikanische Religionsgeschichte äußerst folgenreiche protestantische Erweckungsbewegung, in der unter anderem die Lehre Verbreitung fand, dass vor Gott alle Menschen gleich seien. Für Afroamerikaner war dieses Axiom, das es ihnen ermöglichte, in vielen Kirchengemeinden als Gleiche aufgenommen zu werden, besonders anziehend. Das in den 1730er Jahren entstandene Great Awakening erlebte in den 1780er Jahren neuen Schwung, und erstmals wurde auch eine nennenswerte Zahl von Afroamerikanern christianisiert. Ein Großteil davon sammelte sich in baptistischen und methodistischen Gemeinden. Um 1800 bekannten sich ca. 10 Prozent der afroamerikanischen Sklaven zum christlichen Glauben. Vereinzelt gab es bereits schwarze Prediger. Innerhalb der weißen Gesellschaft zählten einige evangelikale Prediger zunächst zu den entschiedensten Gegnern der Sklaverei; unter dem Druck der Pflanzer gaben sie ihre radikalen Positionen jedoch wieder auf.
Eine säkulare Entsprechung fand der evangelikale Egalitarismus 1776 in der Amerikanischen Unabhängigkeitserklärung, in deren beachteter Präambel die Freiheit und das Streben nach Glück zu „unveräußerlichen Rechten“ des Menschen erklärt wurden. Nach der Gründung der Vereinigten Staaten zogen die Gesetzgeber aus diesem Grundsatz keine die Afroamerikaner betreffenden Konsequenzen; diese galten nicht als amerikanische Staatsbürger. In der Öffentlichkeit wurden die Grundsätze von Freiheit und Gleichheit, auf die der Stolz der jungen Nation sich nicht unerheblich gründete, jedoch breit diskutiert: ein Diskurs, der auch die Sklaven selbst erreichte, von ihnen aufgegriffen und als Mittel genutzt wurde, ihre Kräfte erneut mit denen der Sklavenhalter zu messen. Auch manche Weißen fanden über den Egalitarismus, der sich in der Unabhängigkeitserklärung ausdrückte, zum Abolitionismus.
Einfluss auf die Lebensbedingungen der Sklaven nahm drittens auch der Krieg selbst mit seinen ständigen Truppenbewegungen, die das Leben und die Routine auf den Plantagen empfindlich störten. Aus Sorge, dass durchziehende Truppen das private Eigentum der Einwohner beliebig konfiszieren würden, verschoben viele Pflanzer ihre Sklaven von einem Anwesen zum nächsten. Tausende von Sklaven nutzten dieses Durcheinander, um zu fliehen. Viele fanden Zuflucht in vorbeiziehenden militärischen Einheiten, denen sie sich als Köche, Wäscherinnen und ähnliches anschlossen.
Die auf den Plantagen verbliebenen Sklaven nutzten die geschwächte Position der Pflanzer oftmals, um durch stetigen Druck eine Verbesserung ihrer Arbeits- und Lebensumstände zu erwirken, sodass sie schließlich in größerem Umfang als vor dem Unabhängigkeitskrieg im Aufgabensystem arbeiten und ihren persönlichen Lebensbedarf in eigenen Gärten und auf eigenen landwirtschaftlichen Nutzflächen selbst erwirtschaften konnten. Auf diese Weise erwarben sie nicht nur ein gewisses Stück Autonomie, sondern entfalteten Handelsbeziehungen, die oftmals über die Grenzen der Plantagen hinausgingen, und erreichten auf diese Weise insgesamt eine Verbesserung ihrer ökonomischen Situation. Viele Pflanzer bemühten sich, die unabhängigen unternehmerischen Aktivitäten ihrer Sklaven zu ihrem eigenen finanziellen Vorteil zu regulieren; andere versuchten, sie gänzlich zu unterdrücken.